# Colm Feore
Colm Feore (Boston, Estados Unidos, 22 de agosto de 1958) es un actor estadounidense y canadiense.

## Biografía

### Infancia y juventud
Colm Feore nació el 22 de agosto de 1958 en Boston (Estados Unidos) y pasó los primeros años de su vida en Irlanda, país natal de sus padres. Cuando tenía tres años, su padre, radiólogo, aceptó un puesto en el hospital de Ottawa (Canadá) y la familia se mudó allí. Posteriormente se trasladaron a Windsor. Colm asistió al Ridley College de St. Catharines y a la National Theatre School de Montreal.
En 1994 se casó con la actriz Donna Feore, la pareja tiene tres hijos, Jack, Thomas y Anna Feore.

### Carrera
Entre las películas más influyentes en las que trabajó, nos encontramos con Face/Off, Paycheck (ambas dirigidas por John Woo); Chicago, National Security, Titus y The Chronicles of Riddick.
Interpretó al primer caballero Henry Taylor en la séptima temporada de 24.
En el 2011, trabajó en la película Thor donde interpretó a Laufey, el rey de los gigantes de hielo. Ese mismo año se unió al elenco de la serie The Borgias donde interpretó al Cardenal Giuliano della Rovere, hasta el final de la serie en el 2013.
En febrero de 2016, se anunció que Colm aparecerá en la serie Crushed con los actores Alex Kingston, Jacob Vargas y Regina Hall.

## Filmografía

### Televisión
| Año       | Título                                          | Personaje                       | Observaciones                                                   |
| --------- | ----------------------------------------------- | ------------------------------- | --------------------------------------------------------------- |
| 1981      | The Great Detective                             | Talbot                          | Serie, un episodio: «Death Circuit»                             |
| 1981      | For the Record                                  | Rick                            | Serie, un episodio: «The Running Man»                           |
| 1986      | The Boys from Syracuse                          | Antipholus of Ephesus           | Telefilme                                                       |
| 1988      | Diamonds                                        |                                 | Serie, un episodio: «When the Wind Blows»                       |
| 1988      | La fierecilla domada                            | Petruchio/Sly                   | Telefilme                                                       |
| 1988      | Blades of Courage                               |                                 | Telefilme                                                       |
| 1989-1990 | Friday the 13th                                 | Anton Pascola y Alex Dent       | Serie, dos episodios: «The Maestro» y «Mightier Than the Sword» |
| 1989-1990 | La guerra de los mundos II: la nueva generación | Leonid Argochev y Nikita        | Serie, dos episodios: «The Last Supper» y «Totally Real»        |
| 1990      | Personals                                       |                                 | Telefilme                                                       |
| 1992-1993 | Más allá de la realidad                         | Mason Driscoll y Sorcerer (voz) | Serie, dos episodios: «Master of Darkness» y «Dead Air»         |
| 1992      | Street Legal                                    | Kyle Thompson                   | Serie, un episodio: «November»                                  |
| 1993      | Romeo y Julieta                                 | Mercutio                        | Telefilme                                                       |
| 1994      | The Spider and the Fly                          | Detective Evan Taylor           | Telefilme                                                       |
| 1995      | El señor de las tinieblas                       | Walken                          | Serie, un episodio: «Blood Money» (sin acreditar)               |
| 1995      | Friends at Last                                 | Phillip Connelyn                | Telefilme                                                       |
| 1995      | Truman                                          | Charlie Ross                    | Telefilme                                                       |
| 1995      | Where's the Money, Noreen?                      | Kevin Hanover                   | Telefilme                                                       |
| 1997      | Aguas turbulentas                               | Pshenishny                      | Telefilme                                                       |
| 1997      | Liberty! The American Revolution                | Alexander Hamilton              | Miniserie, seis episodios                                       |
| 1999      | Storm of Century (La tormenta del siglo)        | Andre Linoge                    | 3 partes                                                        |
| 2000      | Nurermberg                                      | Hans Frank                      | Miniserie, dos episodios                                        |
| 2004      | Eleventh Hour                                   | Owen Sawyer                     | Serie, un episodio «Eden»                                       |
| 2005      | Empire                                          | Caesar                          | Miniserie                                                       |
| 2005      | Slings and Arrows                               | Sanjay                          | Serie, cinco episodios                                          |
| 2006      | Battlestar Galactica                            | Presidente Richard Adar         | Serie, un episodio «Epiphanies»                                 |
| 2006      | Secret Files of the Inquisition                 | Narrador                        | Serie, cuatro episodios                                         |
| 2008      | 24: Redemption                                  | Henry Taylor                    | Telefilme                                                       |
| 2009      | Flashpoint                                      | David Graham                    | Serie, un episodio «Eagle Two»                                  |
| 2009      | 24                                              | Henry Taylor                    | Serie, doce episodios                                           |
| 2009      | The Listener                                    | Ray Mercer                      | Serie, siete episodios                                          |
| 2009      | Guns                                            | Paul Duguid                     | Miniserie de dos episodios                                      |
| 2011      | Law & Order: Special Victims Unit               | Jordan Hayes                    | Serie, un episodio «Flight»                                     |
| 2011-2013 | The Borgias                                     | Giuliano della Rovere           | 20 episodios                                                    |
| 2012      | Saving Hope                                     | Mac                             | 2 episodios                                                     |
| 2012-2013 | Revolution                                      | Randall Flynn                   | 9 episodios                                                     |
| 2013      | The Good Wife                                   | Brad Lund                       | 1 episodio                                                      |
| 2013      | House of Versace                                | Santo Versace                   | Película para televisión                                        |
| 2014      | Beauty & the Beast                              | Frank Darnell                   | 1 episodio                                                      |
| 2014-2016 | Senstive Skin                                   | Roger                           | 7 episodios                                                     |
| 2015      | Pirate's Passage                                | Corporal Robin Hawkins (voz)    | Película para televisión                                        |
| 2015      | Gotham                                          | Dr. Francis Dulmacher           | 2 episodios                                                     |
| 2016-2017 | House of Cards                                  | General Ted Brockhart           | 12 episodios                                                    |
| 2017      | Lore                                            | Dr. Walter Freeman              | Serie de televisión; 1 episodio.                                |
| 2019-2024 | The Umbrella Academy                            | Sir Reginald Hargreeves         | Serie de televisión; reparto principal.                         |

### Cine
| Año  | Título                                         | Personaje                          |
| ---- | ---------------------------------------------- | ---------------------------------- |
| 1987 | A Nest of Singing Birds                        | Michael Jimson                     |
| 1988 | Iron Eagle II                                  | Yuri Lebanov                       |
| 1990 | Beautiful Dreamers                             | Dr. Maurice Bucke                  |
| 1990 | Bethune: The Making of a Hero                  | Chester Rice                       |
| 1993 | Sinfonía en soledad: un retrato de Glenn Gould | Glenn Gould                        |
| 1997 | Face/Off                                       | Dr. Malcolm Walsh                  |
| 1997 | En estado crítico                              | Wilson                             |
| 1998 | City of Angels                                 | Jordan Ferris                      |
| 1999 | The Insider                                    | Richard Scruggs                    |
| 2000 | Thomas y el Ferrocarril Mágico                 | Toby                               |
| 2001 | Pearl Harbor                                   | Almirante Husband E. Kimmel        |
| 2002 | Chicago                                        | Harrison                           |
| 2002 | The Sum of All Fears                           | Olson                              |
| 2002 | Fuego intencionado                             |                                    |
| 2004 | The Chronicles of Riddick                      | Lord Marshal                       |
| 2005 | El exorcismo de Emily Rose                     | Karl Gunderson                     |
| 2006 | Bon Cop, Bad Cop                               | Martin Ward                        |
| 2008 | Changeling                                     | Chief. James E. Davies             |
| 2008 | Inconceivable                                  | Dr. Jackson Charles "Jack" Freeman |
| 2009 | The Trotsky                                    | Principal Berkhoff                 |
| 2010 | Voodoo                                         | Narrador                           |
| 2011 | Thor                                           | Laufey                             |
| 2011 | French Immersion                               | Pontificador                       |
| 2014 | The Amazing Spider-Man 2: Rise of Electro      | Donald Menken                      |
| 2014 | Jack Ryan:Operación sombra                     | Rob Behringer                      |
| 2014 | Elephant Song                                  | Lawrence                           |
| 2015 | King Lear (2015)                               | King Lear                          |
| 2015 | Reversion                                      | Jack Clé                           |
| 2016 | Mean Dreams                                    | The Chief                          |
| 2017 | Bon Cop, Bad Cop 2                             | Martin Ward                        |
| 2018 | Anon                                           | Charles Gattis                     |
| 2018 | La viuda                                       | Chris McCullen                     |
| 2019 | The Prodigy                                    | Arthur Jacobson                    |